# Kadashman-enlil I
Kadashman-enlil I (Kadašman-enlil I) was een Kassitische koning van Karduniaš ca. 1375 v.Chr.- 1360 v.Chr.
Kadashman-enlil was een tijdgenoot van de Egyptische farao Amenhotep III, met wie hij een regelmatige correspondentie onderhield.
Hierdoor kunnen we met enige zekerheid zeggen dat hij regeerde in de vroege 14e eeuw v.Chr. Hij was waarschijnlijk ook de tijdgenoot van de Elamitische koning Tepti-Ahar.
In Haft Tepe is een verwijzing gevonden dat Tepti-Ahat een aanval van Kadashman-enlil afsloeg en dit kan niet Kadashman-enlil II zijn omdat diens Elamitische tijdgenoten beter bekend zijn.
Kadashman-enlil werd opgevolgd door zijn bekendere zoon Burnaburiaš II.